# Marta Macho Stadler
Pour les articles homonymes, voir Macho et Stadler.
Marta Macho Stadler (née à Bilbao, en 1962) est une mathématicienne et universitaire espagnole. Elle est spécialiste en vulgarisation scientifique et professeure à l'université du Pays basque.

## Biographie
Marta Macho Stadler obtient un diplôme en mathématiques de l'université du Pays basque en 1985 et travaille comme chargée de cours au Département de mathématiques de la même université. En 1987, elle a fait des recherches sous la direction de Gilbert Hector à l'université Claude Bernard de Lyon, où elle termine son doctorat en 1996 avec une thèse intitulée Isomorphisme de Thom pour les feuilletages presque sans holonomie. Elle est nommée professeure agrégée de géométrie et de topologie à l'université du Pays basque. Son principal domaine de recherche est la théorie géométrique des feuilletages.
Elle donne des cours de licence en géométrie et topologie et son domaine de recherche est la théorie géométrique des feuilletages et la géométrie non commutative. Elle est formatrice du master en modélisation et recherche mathématique, statistique et informatique (MATG6), et master spécifique en mathématiques et recherche en mathématiques appliquées. Macho est membre de la Commission des femmes de la Société royale mathématique espagnole et une collaboratrice active dans plusieurs activités sociales pour améliorer le lien entre la science et la société civile. , Macho fait partie de la Commission paritaire du Département des sciences et technologies de son université depuis 2010, et du Conseil de coopération depuis 2015. Elle est membre de l'Association des femmes chercheurs et technologues depuis 2011.

## Activités professionnelles

### Contributions scientifiques
Son domaine de recherche est la théorie géométrique des feuilletages et la géométrie non commutative. Elle est rédactrice en chef du blog numérique Mujeres con Ciencia (Femmes en Science) de la chaire Culture scientifique UPV / EHU et a reçu plusieurs prix, dont le prix Emakunde pour l'égalité 2006.

### Vulgarisation scientifique
Les activités de Marta Macho Stadler dans la vulgarisation scientifique ont commencé en 1999, quand elle a collaboré à l'organisation d'un cycle de conférence intitulé « Une promenade à travers la géométrie » pendant 10 cours académiques. L'un de ses principaux intérêts en matière de vulgarisation est la visibilité des contributions des femmes dans le monde scientifique.
L'un des principaux domaines de son intérêt concerne la présence des mathématiques dans la littérature, ce qui l'amène à étudier la relation entre le contenu scientifique et la structure mathématique avec des textes de romans, de bandes dessinées, de poésie et de pièces de théâtre. Elle est la principale contributrice des sections « Littérature et mathématiques » et « Théâtre et mathématiques » du DivulgaMAT de la RSME. Elle a collaboré à différentes activités dans des espaces culturels ou des établissements d'enseignement afin d'impliquer les étudiants et les gens ordinaires dans la science et a également collaboré dans différents blogs, tels que ZTFNews.org (Département des sciences et technologies, UPV / EHU) et Cuaderno de cultura científica (« Carnet de culture scientifique », Chaire de culture scientifique, UPV / EHU). Elle organise également l'événement culturel "Ellas hacen ciencia" (« Elles font la science »), qui a lieu chaque année à la bibliothèque Bidebarrieta de Bilbao.

### Femmes et mathématiques
En mai 2014, elle a créé l'espace numérique dénommé « Women with science », qui appartient à la chaire « Culture scientifique » de l'université du Pays basque, dont elle est la rédactrice en chef. Le but de "Women with science" est de diffuser le rôle des femmes dans les sciences et de rendre visible le travail important et les contributions des pionniers passés et des chercheurs actuels, y compris des sujets transversaux tels que la science et les inégalités entre les sexes.
En 2015, elle a reçu le prix de l'égalité de l'université d'Alicante en raison de sa contribution à la vulgarisation scientifique et des actions soutenant la visibilité des jalons scientifiques des femmes pour le développement social. Elle a également reçu la médaille de la Société royale mathématique espagnole en raison de sa contribution à la vulgarisation des mathématiques, de son implication pour l'égalité des sexes et de son travail à établir des ponts de connaissances entre les professeurs de mathématiques et différentes déclarations pédagogiques.
En novembre 2016, elle a reçu le prix Emakunde pour l'égalité en reconnaissance de son travail de divulgation et de promotion de haute qualité des connaissances scientifiques des femmes - y compris la perspective de genre - et de son travail dans les commissions scientifiques et éducatives pour promouvoir l'égalité des sexes à l'université. L'argent associé à ce prix a été remis à des femmes réfugiées et victimes de violence de genre qui étudient à l'université du Pays basque.
Marta Macho Stadler est co-auteure d'un manuel intitulé Mujeres en la Ciencia, sur le rôle des femmes dans l'histoire des sciences.

## Prix et distinctions
- Prix de l'égalité 2015 de l'université d'Alicante[4].
- 2015 : Médaille de la Société royale mathématique espagnole[11].
- prix Ekamunde pour l'égalité (es) 2016[12],[13],[14].
- 2019 Personne illustre de Bilbao, pour son travail comme vulgarisatrice scientifique et pour rendre visible les travaux des femmes en sciences[15].
- Finaliste 2021 de la VIIe édition du Prix Avanzadoras de 20Minutos et Intermón Oxfam[16].
- Prix 2023 de la Fondation Lilly pour la diffusion scientifique[17].
- Prix de la Femme Scientifique 2023, décerné par la revue Muy Interestante[18].

## Publications
- Topología general (Topologie générale, 2002) Universidad del País Vasco lire en ligne.
- (co-auteure) Mujeres en la Ciencia. Guía didáctica sobre el papel de la mujer en la historia de la Ciencia, Universidad del País Vasco, 2011.